# Glenea suavis
Glenea suavis är en skalbaggsart som beskrevs av Newman 1842. Glenea suavis ingår i släktet Glenea och familjen långhorningar.
Artens utbredningsområde är Filippinerna. Inga underarter finns listade i Catalogue of Life.